# Dan Peace
Dan Peace (Scarborough, 30 juli 1998) is een Brits trialrijder.

## Palmares
1. twaalfde plaats op het EK trial 2015
2. tweede plaats op het EK trial 2016
3. derde plaats op het WK trial 2016 (junioren)
4. zevende plaats op het EK trial 2017
5. derde plaats op het EK trial 2018